# Erich Wagler
Erich Wagler (* 7. September 1884 in Zwickau; † 29. August 1951) war ein deutscher Ichthyologe. Sein Forschungsschwerpunkt war die Fischereibiologie.

## Leben und Wirken
Nach dem Besuch des Gymnasiums studierte Wagler von 1904 bis 1910 Naturwissenschaften in Leipzig und Jena. 1912 promovierte er mit der Dissertation „Faunistische und biologische Studien an freischwimmenden Cladoceren Sachsens“ zum Dr. phil. 1920 habilitierte er mit der Arbeit „Über die Systematik, die geographische Verbreitung und die Abhängigkeit der Daphnia cucullata Sars von physikalischen und chemischen Einflüssen des Milieus“ an der Universität Leipzig. Von 1920 bis 1926 war er Privatdozent für Zoologie an der Mathematisch-Naturwissenschaftlichen Abteilung der Philosophischen Fakultät der Universität Leipzig. Von 1926 bis 1932 war er nichtplanmäßiger außerordentlicher Professor für Zoologie an der Mathematisch-Naturwissenschaftlichen Abteilung der Philosophischen Fakultät der Universität Leipzig. 1926 wurde Wagler Leiter des Institutes für Seenforschung in Langenargen. Hier galt sein Hauptaugenmerk vor allem der Biologie der Fische und der Fischerei, insbesondere den Coregonen. Durch zahlreiche Studien in verschiedenen Voralpenseen konnte Wagler beispielsweise nachweisen, dass die Fänge der Fischer nicht ohne weiteres für Wachstumsanalysen verwertbar waren und dass sich die Begradigung der Ammer negativ auf die Lebensbedingungen des Ammersee-Kilches ausgewirkt hatte.

## Werke (Auswahl)
- Allgemeine Biologie – Die Grundeigenschaften der Lebewesen, Bau und Lebenserscheinungen des Menschen, 1920
- Die Tierwelt der Nord- und Ostsee in Verbindung mit zahlreichen in- und ausländischen Fachgelehrten (mit Georg Grimpe), 1926
- Amphipoda 2. Scinidae der Deutschen Tiefsee-Expedition, Jena 1926
- Der Blaufelchen des Bodensees. Versuch einer Monographie, 1927
- Der Bestand an Blaufelchen (Coregonus wartmanni Bloch) im Bodensee und die Bewirtschaftung der alpinen Renkenseen, in: Schriften des Vereins für Geschichte des Bodensees und seiner Umgebung, 58. Jg. 1930, S. 121–188 (Digitalisat)
- Die Coregonen in den Seen des Voralpengebietes, München 1933
- Die Lachsartigen (Salmonidae), 1936
- Die Tierwelt Mitteleuropas, Bd. 2, Leipzig, 1937